# Wohnste
Wohnste (plattdeutsch: Woonst) ist die nördlichste Gemeinde in der niedersächsischen Samtgemeinde Sittensen im Landkreis Rotenburg (Wümme). Sie gliedert sich in die beiden Orte Wohnste und Klein Wohnste. In der Gemeinde Wohnste wird sowohl im privaten als auch im öffentlichen Bereich vorrangig plattdeutsch gesprochen.

## Geografie

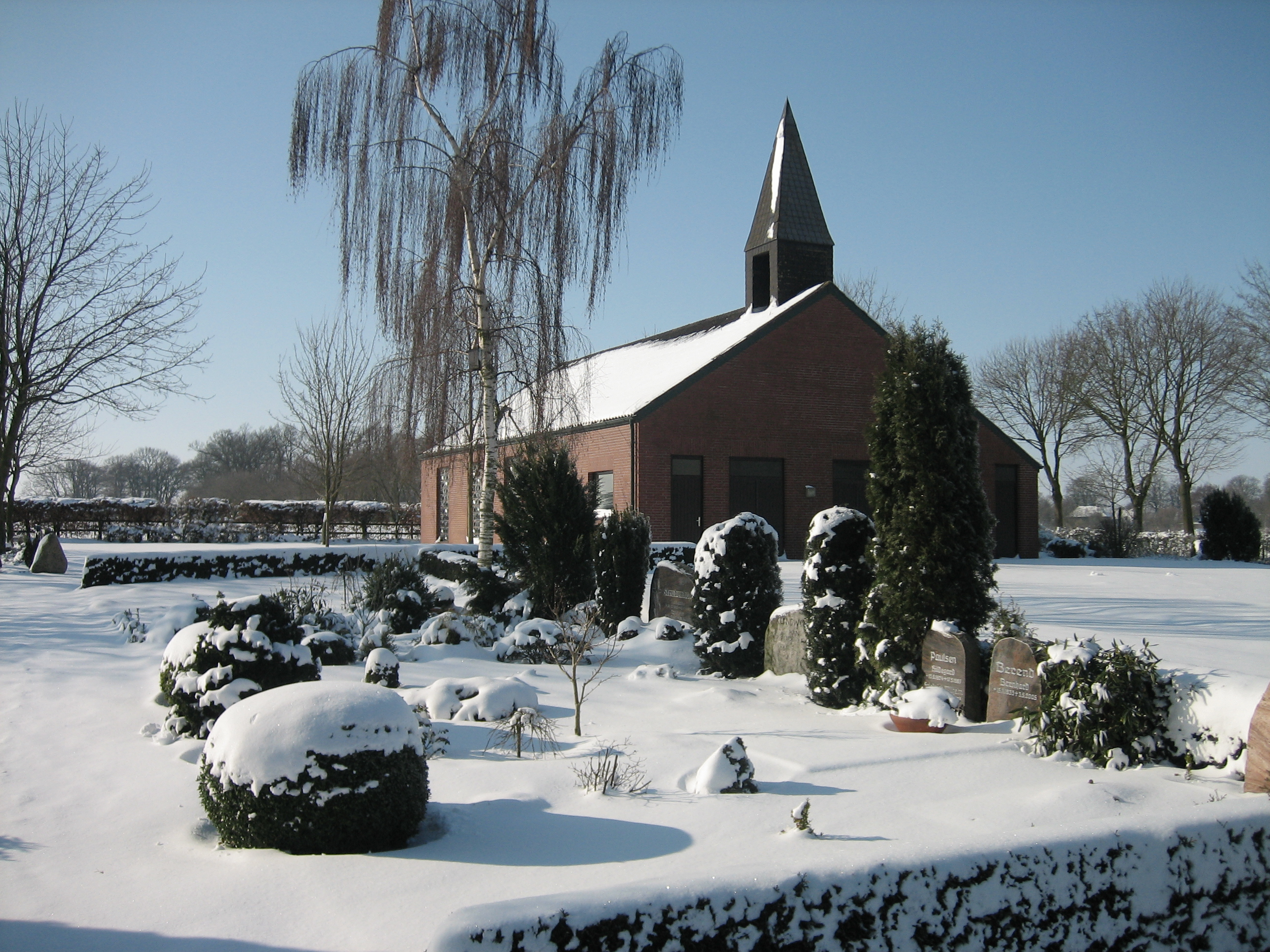
Wohnster Friedhofskapelle

Die Gemeinde Wohnste besteht aus den beiden Haufendörfern Klein und Groß Wohnste und der dazugehörigen Feldmark, welche im Süden/Südwesten das Wohnster Mühlenmoor einschließt. Das östlichere Klein Wohnste liegt an der Ramme, einem Bach, der nach Süden hin durch die zur Gemeinde Vierden gehörenden Ortschaften Ramshausen und Nüttel fließt und schließlich in Sittensen in die Oste, einem Nebenfluss der Elbe mündet.
Als nördlichste Gemeinde der Samtgemeinde Sittensen ist Wohnste an drei Seiten vom Landkreis Stade umgeben. Im Nordwesten liegt die Gemeinde Ahlerstedt, während im Nordosten und Osten die Gemeinde Sauensiek angrenzt. Bis 1932 gehörte Wohnste zum Landkreis Zeven, danach zum Landkreis Bremervörde, der am 1. August 1977 mit dem Landkreis Rotenburg (Wümme) zusammengelegt wurde. Landschaftlich zählt Wohnste zur Harsefelder Geest, einer Unterregion der Zevener Geest, die durch die sandigen und lehmigen Gletscherablagerungen (Geschiebemergel) der Eiszeit als sanfte Hügellandschaft mit nur geringen Höhenunterschiedenen geformt wurde. Wohnste ist hauptsächlich landwirtschaftlich geprägt. Es existiert aber auch eine Reihe von Einzelhandels- sowie größeren Gewerbebetrieben.

## Geschichte
Die erste urkundliche Erwähnung als Wodensete ist aus dem Jahr 1258 überliefert. Es handelt sich um eine Urkunde den Kirchenzehnt des Hermann Schucke betreffend ausgestellt vom Bischof von Verden. In einer weiteren Urkunde des Bischofs von Verden aus dem Jahr 1263 ist der Ort als Wodensethe benannt. Ab dem 14. Jahrhundert ist der Name Wodenstede überliefert. Obwohl umstritten wird dennoch vermutet, dass der Wortstamm „Wod-“ vom Namen des Gottes Wodan abgeleitet ist. Das würde bedeuten, dass der Ort bereits zu vorchristlichen Zeiten, also vor 814, nach dem germanischen Gott benannt wurde. Wodan war der höchste Gott der Langobarden. Diese siedelten direkt nördlich und östlich des Ortes und möglicherweise bis in den Ort hinein, wie durch die Namensgebung angedeutet wird.
Bis auf einige in der Nordheide verbliebene Reste zogen die Langobarden ab 150 n. Chr. nach Süden ab und siedelten sich in Norditalien an. Das ungenutzte Land wurde von den nachrückenden Sachsen besiedelt, die vermutlich flussaufwärts über die Oste und deren Nebenflüsse in das verwaiste Land vordrangen. Der Siedlungskern in damaliger Zeit wird auf Grund von Ausgrabungen zwischen Klein Meckelsen und Sittensen vermutet. Von hier aus, so wird vermutet, könnten im Frühmittelalter die Orte Vierden und Ippensen gegründet worden sein. Auf Grund der Größe und des Zuschnittes der Feldmark ist Wohnste möglicherweise älter. Gesichert ist allein, dass der Ort um 1258 schon geraume Zeit existiert haben muss und wahrscheinlich bereits vor 800 von den Langobarden oder Sachsen gegründet wurde.
Wohnste gehörte in der vorchristlichen Zeit zum Sturmigau, dessen Hauptort Verden war. Nach der Unterwerfung des Sachsenstammes durch die Franken 814 setzte die Missionierung ein, die neugegründeten Kirchspiele orientierten sich dabei weitgehend an den Grenzen der alten Börden. Wohnste wäre demnach dem Kirchspiel Sittensen zugeordnet gewesen. Erhaltene Urkunden zeigen jedoch, dass wenigstens Klein Wohnste im Hochmittelalter dem Kirchspiel Hollenstedt zugerechnet wurde; die älteste Erwähnung datiert auf den 3. Mai 1390. Davon zeugt noch heute die mittlerweile zugemauerte Woonster Döör (Wohnster Tür) der Hollenstedter Kirche. Dieser Seiteneingang wurde von den Wohnster Kirchgängern benutzt, da sie wegen des langen Marschweges meist zu spät ankamen. Fest steht aber, dass die Wohnster im Laufe des 15. Jahrhunderts in das Sittenser Kirchspiel umgepfarrt wurden.
Zwei Urkunden aus dem Jahre 1426 erwähnen einen Rammehof im Ort Groß Wohnste, obgleich die Ramme nicht durch diesen Ort, sondern durch Klein Wohnste fließt. Hieraus entstand die Vermutung, dass Klein Wohnste möglicherweise der ältere Ortsteil ist, der vielleicht wegen einer Seuche (evtl. die Pest) aufgegeben werden musste. Der Hofname könnte bei der Umsiedlung nach Groß Wohnste mitgenommen worden sein. Klein Wohnste wäre demnach erst später wieder neu besiedelt worden. Beweiskräftige historische Dokumente gibt es für diese mündliche Überlieferung jedoch nicht.

## Politik
Der Rat der Gemeinde Wohnste setzt sich aus neun Mitgliedern zusammen. Die Ratsmitglieder werden durch eine Kommunalwahl für jeweils fünf Jahre gewählt.
Die vergangenen Gemeinderatswahlen ergaben folgende Sitzverteilungen:
| Wahljahr | WDW | SPD | WFB | CDU | Gesamt  |
| -------- | --- | --- | --- | --- | ------- |
| 2021     | 5 | 2   | 2   | –   | 9 Sitze |
| 2016     | 3 | 2   | 1   | 3   | 9 Sitze |
|          | __________________________ WDW: Wählergemeinschaft Dorfliste Wohnste WFB: Wählergemeinschaft Freier Bürger |     |     |     |         |

## Sport
In der Gemeinde Wohnste ist der Sportverein MTV Wohnste ansässig. Der Verein wurde 1913 gegründet und verfügt heute über zwei Sportplätze sowie eine 1987 durch Anbau stark erweiterte Sporthalle. Anfänglich gab es im Verein nur Turnen und Leichtathletik. Heute umfasst der Verein sechs verschiedene Sparten: Badminton, Fußball, Prellball, Tischtennis, Turnen und Volkstanz.

## Verkehr
Die Gemeinde liegt ca. acht Kilometer nördlich von Sittensen. Die Ortschaften Groß Wohnste und Klein Wohnste sind über die in Ost-West-Richtung verlaufende K 131 verbunden, welche im Osten zur L 130 führt. Durch Groß Wohnste führt außerdem die K 121, die südöstlich wiederum an die L 130 anschließt und die Gemeinde somit über die Anschlussstelle Sittensen an die A 1 anbindet.
Die K 121 verfügt über einen gut ausgebauten Fahrradweg, der bis nach Sittensen führt. Ebenso sind auch Groß und Klein Wohnste über einen Fahrradweg verbunden.

## Persönlichkeiten
- Werner Wölbern (* 1961), Theater- und Filmschauspieler
- Bernd Wölbern (* 1966), Politiker (SPD), Mitglied des Landtages